# Bruno Casanova
Bruno Casanova (* 1. Juni 1964 in Cervia, Italien) ist ein ehemaliger italienischer Motorradrennfahrer. Er nahm mehrfach an MotoGP-Weltmeisterschaften teil und erzielte bedeutende Erfolge vor allem in der 125-cm³-Klasse.

## Karriere
Bruno Casanova startete seine internationale Rennsport-Karriere nach dem Gewinn der 80-cm³-Europameisterschaft 1986. 1987 wechselte er in die MotoGP-Weltmeisterschaft der 125-cm³-Klasse auf Garelli und wurde Zweiter hinter Fausto Gresini – ebenfalls auf Garelli.
Casanovas Grand-Prix-Debüt erfolgte beim 125-ccm-Grand-Prix von Spanien 1987, und sein letzter Einsatz bei einem Hersteller-Event war der 125-ccm-Grand-Prix von Deutschland 1994. In seiner Laufbahn bestritt er insgesamt 89 Grand-Prix-Rennen (1987–1994), erreichte einen GP-Sieg, 16 Podiums-Platzierungen, 6 Pole-Positions und 5 schnellste Rennrunden, mit insgesamt 406 WM-Punkten.

## Erfolge mit Garelli
In den Saisons 1987 bis 1989 fuhr Casanova für das Werksteam von Garelli, bestritt zahlreiche Rennen und stand mehrfach gemeinsam mit seinem Fahrerkollegen Fausto Gresini auf dem Podium. Zu seinen Podestplätzen zählen u. a.:
- 2. Platz beim 125-cm³‑GP von Deutschland 1987 auf der Nürburgring‑Strecke hinter Fausto Gresini (dritter im Rennen war August Auinger)
- 2. Platz beim Nations-Grand-Prix (GP d’Italia oder GP der Nationen) 1987 hinter Gresini.
- 2. Platz beim 125-cm³‑GP von Österreich 1987.
- 3. Platz beim 125-cm³‑GP von Frankreich 1987.

Casanova beendete die Saison 1987 als Vizemeister der 125-cm³-WM.

## Sieg und weitere Statistiken
- 1992 gewann Bruno Casanova den 125-cm³‑GP von Deutschland (Hockenheimring) – seinen einzigen Grand-Prix-Sieg.
- Seine Karriere umfasste 89 GP-Starts, 16 Podestplatzierungen, 6 Poles und 5 schnellste Rennrunden.
- Er beendete seine Weltmeisterschaftskarriere beim 1994er-Deutschland-GP in der 125-cm³-Klasse.

## Wechsel in höhere Klassen
1988 versuchte Casanova den Schritt in die 250-cm³-Klasse – mit geringen Erfolgen und ohne Podiumsplatzierungen – und kehrte anschließend wieder zur 125-cm³-Klasse zurück.

## Statistik

### Erfolge
- 1985 – Italienischer 80-cm³-Meister auf Lusuardi
- 1986 – 80-cm³-Europameister auf Unimoto

### In der Motorrad-Weltmeisterschaft
| Saison | Klasse  | Motorrad | Rennen | Siege | Zweiter | Dritter | Poles | Schn. Runden | Punkte | Ergebnis |
| ------ | ------- | -------- | ------ | ----- | ------- | ------- | ----- | ------------ | ------ | -------- |
| 1984   | 80 cm³  | Casal    | 2      | –     | –       | –       | –     | –            | 0      | –        |
| 1986   | 250 cm³ | Honda    | 1      | –     | –       | –       | –     | –            | 0      | –        |
| 1987   | 125 cm³ | Garelli  | 9      | –     | 5       | 2       | 3     | 2            | 88     | 2.       |
| 1988   | 250 cm³ | Aprilia  | 11     | –     | –       | –       | –     | 1            | 17     | 23.      |
| 1989   | 125 cm³ | Aprilia  | 5      | –     | –       | –       | –     | –            | 20     | 19.      |
| 1990   | 125 cm³ | Honda    | 9      | –     | 2       | 3       | 1     | 1            | 97     | 8.       |
| 1991   | 125 cm³ | Honda    | 13     | –     | –       | –       | –     | –            | 45     | 15.      |
| 1992   | 125 cm³ | Aprilia  | 13     | 1     | 2       | 1       | 2     | 1            | 96     | 5.       |
| 1993   | 125 cm³ | Aprilia  | 11     | –     | –       | –       | –     | –            | 22     | 21.      |
| 1994   | 125 cm³ | Honda    | 15     | –     | –       | –       | –     | –            | 15     | 23.      |
| Gesamt | Gesamt  | Gesamt   | 89     | 1     | 9       | 6       | 6     | 5            | 400    |          |